# ホウセント
ホウセントとは、アングロアラブの日本の競走馬、種牡馬である。1950年代に南関東公営競馬および国営競馬で活躍し、国営競馬における平地アングロアラブ競走へ自由購買馬が出走できなくなるきっかけとなった。
※以下、馬齢はすべて2000年以前に使用された旧表記（数え年）にて記述する。

## デビュー前
1950年5月13日、日高荻伏の齋藤喜作の手により生産される。父である方景は本馬の母父であるバラツケーとともに、戦後黎明期のアングロアラブ生産において一時代を築いた名種牡馬であった。母系も、日本のアングロアラブにおける最大牝系であるオーバーヤン五ノ七に属する。
「日高50年来のアラブの最高傑作」との評価を受けたホウセントは日高のアングロアラブ2歳セリに上場され、当時の史上最高値となる72万円で昼夜通信事業部に落札される。このとき実際に現地に赴いていたのが札幌の進駐軍競馬で主導的な役割を果たしていたことで知られる高木清であり、彼は啓衆社社長の白井新平の命を受け、このアングロアラブの買い付けをおこなった。当時のアングロアラブ市場は抽選馬を購買する国営競馬の購買官によって大きく左右されており、白井新平の行動は個人が良血の高額のアラブを競り落とすことで、この状況を打破することを狙ったものだった。

## 競走馬時代

### 3歳～4歳(地方)
白井新平所有のもと、ホウセントはそのまま1952年6月に大井の高木清厩舎に入厩する。調教や能力試験の動きは鈍く周囲をやきもきとさせたこともあったが、いざ8月末にデビューしてみると7戦6勝という優れた成績で3歳を終えた。唯一の敗戦は、当時の南関東公営競馬の3歳アングロアラブにとって最大の目標であったアラブ3歳ステークスでの2着である。
年が明けると早くも古馬の格付けに編入され、2月3日のD2級戦から7月19日の浦和競馬場・栄冠賞を最後に夏期休暇に入るまで、名手須田茂騎手を背に19連勝を達成している。休養明けとなった9月29日の千鳥賞で3着に敗れて連勝はとまり、その後は60kgを越える斤量が常態化したこともあって年内に6戦3勝の戦績だった。そして12月半ば、ホウセントは国営競馬へと移籍する。

### 5歳(中央)
1月10日の中山で移籍緒戦を飾ったホウセントだが、3月5日のレースでは5頭立ての3着に敗れている。さらには国営競馬側が、アングロアラブ競走における自由購買馬の出走禁止を決定してしまう。やむなくホウセントはサラブレッドの条件戦を3戦使って2勝を挙げているが、早々に4月下旬には大井競馬場へと引き上げていった。

### 5歳～(地方)
ホウセントは5月11日の大井・オープン特別にて南関東公営競馬へと復帰すると、65kgの酷量を背負いながらも2着のタイカンを半馬身退けている。次走の5月30日におこなわれた短距離特別は格下が相手であり、しかも56kgで走れたことから生涯唯一となる大差勝ちとレコード更新で楽勝した。
この2戦ののち、ホウセントは南関東公営競馬でもサラブレッドの競走へと出走し始める。濠サラの強豪馬フアストロらに阻まれてクラスはB級までであったが、引退までに対サラ系で14戦5勝2着4回3着4回という、安定した戦績を収めている。また当時兵庫競馬から南関東へと移籍してきていたフクパークとも2回対戦しているが、これはホウセントが2戦とも先着する結果となった。
6歳となったホウセントの引退レースとして、1月16日の大井でおこなわれたアングロアラブ競走の千鳥賞が選ばれる。ホウセントはここでも68kgを背負いながら快勝し、翌週の1月28日には開催中の大井競馬場で引退式が執り行われた。

## 引退後
日高の大塚牧場で種牡馬入りすると、ほぼ唯一の活躍馬として春の特別や全日本アラブ争覇に勝ったラツキーマンナを出したが、同馬はその後予後不良となっている。
またホウセントの偉業を称えて、大井競馬場では1955年より南関東競馬デビュー馬限定のアングロアラブ4歳重賞であるホウセント記念が設立され、1966年まで同名で続いた。このレースの表彰式では、ホウセントの馬主であった白井新平が毎年記念品を授与している。

## 血統表
| ホウセントの血統（ブランドフォード系 / 「アア」表記はアングロアラブ種 「アラ」表記はアラブ種 「*」が付された馬名はシャギア・濠サラ | ホウセントの血統（ブランドフォード系 / 「アア」表記はアングロアラブ種 「アラ」表記はアラブ種 「*」が付された馬名はシャギア・濠サラ | ホウセントの血統（ブランドフォード系 / 「アア」表記はアングロアラブ種 「アラ」表記はアラブ種 「*」が付された馬名はシャギア・濠サラ | （血統表の出典）                            | （血統表の出典）              |
| 父 アア 方景 1934 鹿毛 | 父の父アスフオード Athford 1925 鹿毛                                                                                               | Blandford 1919 | Swynford 1907                               | Swynford 1907                 |
| 父 アア 方景 1934 鹿毛 | 父の父アスフオード Athford 1925 鹿毛                                                                                               | Blandford 1919 | Blanche 1912                                |                               |
| 父 アア 方景 1934 鹿毛 | 父の父アスフオード Athford 1925 鹿毛                                                                                               | Athasi 1917 | Farasi 1903                                 | Farasi 1903                   |
| 父 アア 方景 1934 鹿毛 | 父の父アスフオード Athford 1925 鹿毛                                                                                               | Athasi 1917 | Athgreany 1910                              |                               |
| 父 アア 方景 1934 鹿毛 | 父の母アア 影英 1927 | アラ エルワルド 1919 |                                             |                               |
| 父 アア 方景 1934 鹿毛 | 父の母アア 影英 1927 | アラ エルワルド 1919 |                                             |                               |
| 父 アア 方景 1934 鹿毛 | 父の母アア 影英 1927 | アア 影鶯 1919 | アラ *オーバーヤン五ノ六 1909               | アラ *オーバーヤン五ノ六 1909 |
| 父 アア 方景 1934 鹿毛 | 父の母アア 影英 1927 | アア 影鶯 1919 | 第一エラ 1912                               |                               |
| 母 アア ラツキーバラツケー 1943 黒鹿毛                                                                                             | 母の父アア バラツケー Barraques 1927                                                                                               | Comtat 1912 | Vinicus                                     | Vinicus                       |
| 母 アア ラツキーバラツケー 1943 黒鹿毛                                                                                             | 母の父アア バラツケー Barraques 1927                                                                                               | Comtat 1912 | Contree                                     |                               |
| 母 アア ラツキーバラツケー 1943 黒鹿毛                                                                                             | 母の父アア バラツケー Barraques 1927                                                                                               | アア Titine 1919 | アラ Kerro 1910                             | アラ Kerro 1910               |
| 母 アア ラツキーバラツケー 1943 黒鹿毛                                                                                             | 母の父アア バラツケー Barraques 1927                                                                                               | アア Titine 1919 | アア Bougiere 1912                          |                               |
| 母 アア ラツキーバラツケー 1943 黒鹿毛                                                                                             | 母の母アア 盛仙 1936 | アア サンチユリオンドウー Centurion Ⅱ 1927                                                                                         | アア Virtuose 1908                          | アア Virtuose 1908            |
| 母 アア ラツキーバラツケー 1943 黒鹿毛                                                                                             | 母の母アア 盛仙 1936 | アア サンチユリオンドウー Centurion Ⅱ 1927                                                                                         | アア Caroline 1916                          |                               |
| 母 アア ラツキーバラツケー 1943 黒鹿毛                                                                                             | 母の母アア 盛仙 1936 | アア 栄語 1927年 | ガロン Gallon 1909                          | ガロン Gallon 1909            |
| 母 アア ラツキーバラツケー 1943 黒鹿毛                                                                                             | 母の母アア 盛仙 1936 | アア 栄語 1927年 | アラ コハイランエフ 1919 オーバヤン五ノ七系 |                               |